# Laviron
Laviron és un municipi francès situat al departament del Doubs i a la regió de Borgonya - Franc Comtat. L'any 2007 tenia 334 habitants.

## Demografia

### Població
El 2007 la població de fet de Laviron era de 334 persones. Hi havia 138 famílies de les quals 32 eren unipersonals (12 homes vivint sols i 20 dones vivint soles), 41 parelles sense fills, 49 parelles amb fills i 16 famílies monoparentals amb fills.
La població ha evolucionat segons el següent gràfic:
Habitants censats

### Habitatges
El 2007 hi havia 162 habitatges, 133 eren l'habitatge principal de la família, 19 eren segones residències i 10 estaven desocupats. 150 eren cases i 12 eren apartaments. Dels 133 habitatges principals, 112 estaven ocupats pels seus propietaris, 13 estaven llogats i ocupats pels llogaters i 8 estaven cedits a títol gratuït; 8 tenien dues cambres, 7 en tenien tres, 28 en tenien quatre i 91 en tenien cinc o més. 95 habitatges disposaven pel capbaix d'una plaça de pàrquing. A 65 habitatges hi havia un automòbil i a 58 n'hi havia dos o més.

### Piràmide de població
La piràmide de població per edats i sexe el 2009 era:
| Homes | Edats   | Dones |
| ----- | ------- | ----- |
| 0     | 95 o +  | 0     |
| 4     | 90 a 94 | 0     |
| 16    | 85 a 89 | 4     |
| 4     | 80 a 84 | 4     |
| 4     | 75 a 79 | 12    |
| 4     | 70 a 74 | 24    |
| 8     | 65 a 69 | 4     |
| 12    | 60 a 64 | 0     |
| 0     | 55 a 59 | 8     |
| 4     | 50 a 54 | 4     |
| 4     | 45 a 49 | 12    |
| 4     | 40 a 44 | 0     |
| 20    | 35 a 39 | 28    |
| 24    | 30 a 34 | 20    |
| 8     | 25 a 29 | 8     |
| 0     | 20 a 24 | 0     |
| 4     | 15 a 19 | 16    |
| 12    | 10 a 14 | 4     |
| 16    | 5 a 9   | 16    |
| 16    | 0 a 4   | 16    |

## Economia
El 2007 la població en edat de treballar era de 186 persones, 142 eren actives i 44 eren inactives. De les 142 persones actives 133 estaven ocupades (77 homes i 56 dones) i 8 estaven aturades (6 homes i 2 dones). De les 44 persones inactives 18 estaven jubilades, 10 estaven estudiant i 16 estaven classificades com a «altres inactius».

### Ingressos
El 2009 a Laviron hi havia 142 unitats fiscals que integraven 368 persones, la mediana anual d'ingressos fiscals per persona era de 14.197 €.

### Activitats econòmiques
Dels 9 establiments que hi havia el 2007, 2 eren d'empreses alimentàries, 1 d'una empresa de fabricació de material elèctric, 2 d'empreses de construcció, 1 d'una empresa de comerç i reparació d'automòbils, 1 d'una empresa d'hostatgeria i restauració, 1 d'una empresa d'informació i comunicació i 1 d'una empresa de serveis.
Dels 3 establiments de servei als particulars que hi havia el 2009, 2 eren fusteries i 1 restaurant.
L'únic establiment comercial que hi havia el 2009 era una carnisseria.
L'any 2000 a Laviron hi havia 34 explotacions agrícoles que ocupaven un total de 1.250 hectàrees.

## Equipaments sanitaris i escolars
El 2009 hi havia una escola elemental.

## Poblacions properes
El següent diagrama mostra les poblacions més properes.